# NORDEFCO
NORDEFCO (anglicky: Nordic Defence Cooperation) je obranná iniciativa severských států. Jejími členy jsou Dánsko, Finsko, Island, Norsko a Švédsko. Cílem iniciativy je posílení obranyschopnosti členských zemí, hledání společného efektivního spolupůsobení a usnadnění společných řešení ve vzniklých otázkách. Iniciativa vznikla 4. listopadu 2009 na základě předchozích podobných severských iniciativ. Účast v iniciativě je dobrovolná a členové se mohou sami rozhodnout, ve kterých oblastech a do jaké míry chtějí spolupracovat.

## Historie
Spolupráce severských států v 1. polovině 19. století se nesla v duchu skandinavismu, politického hnutí, jehož hlavní myšlenkou byla spolupráce Dánska, Norska a Švédska (Island byl do roku 1874 v područí Dánska, poté získal vnitřní autonomii a dnešní Finsko bylo od roku 1809 do roku 1917 součástí Ruské říše) v otázkách tzv. nízké politiky. V roce 1873 vzniká Skandinávská měnová unie, ke které se v roce 1875 připojuje také Norsko, dochází k zavedení skandinávských korun, které byly v pevném poměru navázány na zlato. Každá z měn (švédská, dánská a norská koruna) byla přijímána i v ostatních zemích měnové unie v poměru 1:1. Skandinávská měnová unie fungovala až do roku 1914, kdy Švédsko dohodu vypovědělo. Během První světové války severské země potvrdily svou neutralitu, která byla respektována ostatními státy. Historicky první organizací zaměřenou na spolupráci mezi severskými státy byla roku 1919 založená Severská asociace, která se zabývá především jazykem, kulturou, vzděláním, pracovním trhem nebo také životním prostředím. V roce 1936 vzešel ze švédské iniciativy návrh na vytvoření severského vojensko-ekonomického bloku neutrálních států pod patronátem Společnosti národů. Dánsko a Norsko však požadovaly, aby se členem stala také Velká Británie, což by znamenalo orientaci na západní mocnosti a zřeknutí se neutrality. S tímto krokem nesouhlasilo Švédsko, které si chtělo neutralitu udržet a z návrhu nakonec sešlo. Na začátku Druhé světové války severské státy opět potvrdily svou neutralitu, která ovšem tentokrát respektována nebyla. Po Druhé světové válce se objevila v Dánsku a Švédsku myšlenka na vytvoření skandinávské obranné aliance (Scandinavian Defence Union), která ovšem opět ztroskotala na švédském trvání na neutrálním charakteru aliance, zatímco válkou zasažené Norsko a Dánsko trvaly na západní orientaci. Zásadní zlom přichází 4. dubna 1949, kdy se dosud neutrální Dánsko, Norsko a Island stávají členy NATO a nacházejí zde své hledané bezpečností záruky, zatímco Švédsko a Finsko si nadále udržují svoji neutralitu. Tímto krokem došlo k rozštěpení do té doby jednotného severského postupu v obranné politice, ten se vrací až se vznikem NORDEFCO. V roce 1952 vzniká Severská rada, která se zaměřila na prohloubení spolupráce v oblastech tzv. nízké politiky. Severská rada je orgán meziparlamentní spolupráce s konzultativní a poradní funkcí – vydává doporučení a stanoviska. V rámci rozšíření Severské rady vznikla v roce 1971 Severská rada ministrů, což je instituce, která zajišťuje setkání ministrů pro severskou spolupráci a rezortních ministrů členských zemí.

### NORDSAMFN
Od 60. let 20. století byla spolupráce mezi severskými státy koordinovaná pod NORDSAMFN (anglicky: Nordic UN Stand-by Forces). První společná zahraniční mise proběhla pod záštitou Organizace spojených národů v roce 1956. V reakci na Suezskou krizi byly vytvořeny Pohotovostní jednotky OSN, mezi kterými byli také nordičtí vojáci. Dále se nordičtí vojáci podíleli také na mírových operacích v Libanonu a na Balkáně v roce 1993 a 1994, kde měly tyto státy vlastní prapor.

### NORDAC
Po skončení Studené války v roce 1991 nastal další rozvoj mezi severskými státy. V roce 1994 vstoupilo Švédsko a Finsko do Partnerství pro mír, což značně usnadnilo vojenskou kooperaci s těmito zeměmi. V reakci na tuto událost vzniká NORDAC (anglicky: Nordic Armaments Cooperation), jehož cílem bylo prohloubení vztahů, vzájemná výměna informací a hledání nových možností pro společný rozvoj.

### NORDCAPS
V roce 1997 byl ustanoven NORDCAPS (anglicky: Nordic Coordinated Arrangement for Military Peace Support), který jednak nahradil a zároveň navázal na NORDSAMFN.

### NORDSUP
V roce 2008 vzniká program NORDSUP (anglicky: Nordic Supportive Defence Structures), který určuje celkem 140 oblastí možné vojenské spolupráce.

### NORDEFCO
V roce 2009 došlo ke sloučení těchto programů do jednoho. Dne 4. listopadu 2009 bylo v Helsinkách podepsáním Memorandum of Understanding vytvořeno NORDEFCO. Jedná se o určitý mezník ve spolupráce nordických států, protože v době před vznikem NORDEFCO byly řešeny otázky tzv. nízké politiky (např. ekonomika, lidská práva), ale spolu se vznikem této organizace přibyly také otázky tzv. vysoké politiky (především bezpečnost nebo zahraniční politika).

## Členské země

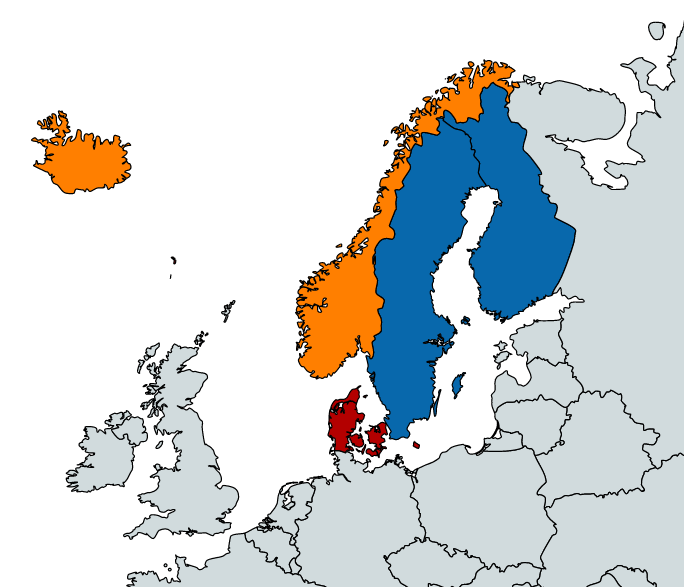
Členské státy NORDEFCO v dalších organizacích:
státy v NATO a EU
státy pouze v EU
státy pouze v NATO

NORDEFCO tvoří pět zemí severní Evropy, konkrétně Norsko, Švédsko, Finsko, Dánsko a Island. Z nichž Norsko ani Island však nejsou členy Evropské unie, a tak se nemohou podílet na obranných programech SZBP (Společná zahraniční a bezpečnostní politika) a EDA (Evropská obranná agentura), Dánsko se díky vyjednané výjimce jako jediný stát Evropské unie na EDA nepodílí. Jedná se tedy o poměrně různorodou skupiny států, které jsou si blízké díky regionální identitě.

## Organizační struktura
Organizační struktura organizace se skládá z politických i bezpečnostních složek. Hlavními orgány jsou The Nordic Defence Policy Steering Committee (PSC), která je obsazena vysokými důstojníky a zaměstnanci ministerstev obrany členských států, a The Nordic Military Coordination Committee (MCC), která se skládá z vojenských strategických expertů a v jejímž rámci se scházejí dvakrát do roka ministry obrany členských států. V kompetencích přesedajícího státu je svolávání, dohlížení a podávání hlášení ze schůzí členských států. Veškerá rozhodnutí jsou založena na konsenzu. Státy si však mohou vybrat, kterých projektů a aktivit se v rámci organizace zúčastní.
Oficiální předsednictví organizace rotuje mezi všemi členskými státy s výjimkou Islandu. V kompetencích předsedajícího státu je svolávání schůzí, dohlížení na průběh schůzí a podávání hlášení ze schůzí členských států. Veškerá rozhodnutí jsou založena na konsenzu. Státy si však mohou vybrat, kterých projektů a aktivit se v rámci organizace zúčastní. Ministři obrany členských států se scházejí alespoň dvakrát do roka.
| Rok  | Předsedající země |
| ---- | ----------------- |
| 2010 | Norsko            |
| 2011 | Švédsko           |
| 2012 | Dánsko            |
| 2013 | Finsko            |
| 2014 | Norsko            |
| 2015 | Švédsko           |
| 2016 | Dánsko            |

## Hlavní cíle a oblasti spolupráce
Hlavními cíli organizace jsou posílení obranyschopnosti členských států, dosažení jejich vzájemné synergie a efektivní spolupráce. Těchto cílů by mělo být dosaženo prostřednictvím plnění následujících kroků:
- jednotný a dlouhodobý společný postup v oblasti bezpečnostní politiky členských států
- identifikace společných strategických zájmů v bezpečnostní politice
- posilování rozhodovacích schopností a kvality bezpečnostních složek členských států
- snaha o optimální alokaci zdrojů do bezpečnostních složek
- rozvoj schopností v rámci společných aktivit
- rozvoj mezinárodní spolupráce, míru a bezpečí
- dosahování technologických pokroků
- podpora konkurenčního prostředí v oblasti bezpečnosti
- posilování budoucí spolupráce v oblasti bezpečnosti a dalších oblastech[1]

Oblasti spolupráce jsou rozděleny do pěti sekcí (tzv. COPAs), z nichž za každou zodpovídá jiný stát. Tato zodpovědnost, na rozdíl od předsednictví, rotuje každý půl rok. Stát je zde obvykle zastoupen plukovníky či námořními kapitány vysoké autority. V rámci jednotlivých sekcí jsou svolávány pracovní skupiny, které vypracovávají bezpečnostní doporučení.

### Zbrojení
Tato oblast se zkratkou COPA ARMA se zabývá dosažením finančních, technických a obchodních výhod v rámci strategických otázek mezi členskými státy. V roce 2014 došlo například k uzavření dohody o pronájmu vybavení vojenských základen mezi Švédskem a Norskem a také k prodeji nadbytečných dánských raketových systémů Finsku.

### Schopnosti
Tato oblast se zkratkou COPA CAPA se zaměřuje na vyhledávání nových možných oblastí společné spolupráce.

### Lidské zdroje a vzdělávání
Tato oblast se zkratkou COPA HRE se snaží o spolupráci v rámci vojenského vzdělávání a výměnu zkušeností mezi členskými státy.

### Školení a cvičení
Tato oblast se zkratkou COPE TEX koordinuje a harmonizuje vojenské výcviky mezi členskými státy.

### Operace
Tato oblast se zkratkou COPA OPS zahrnuje mimo jiné vojenskou činnost organizace a logistickou podporu V roce 2014 se podílely dánské, finské, norské a švédské vojenské jednotky na transportaci chemických zbraní ze Sýrie a také na misi v Mali.

## Působení

### Situace po ruské anexi Krymu
Po ruské anexi poloostrova Krym v roce 2014 došlo k eskalaci napětí mezi Ruskou federací a Západem. Ruské letouny začaly během jara 2014 narušovat vzdušný prostor Švédska a Finska. Reakcí na tyto činy bylo uzavření dohody s NATO, jež má zajistit podporu a pomoc jednotek NATO v krizových situacích. Ruská federace nad tímto sblížením neutrálního Finska a Švédska vyjádřila znepokojení. V roce 2015 znovuobnovilo Švédsko po deseti letech svou vojenskou přítomnost na největším švédském ostrově Gotland v Baltském moři. S rostoucím napětí ve skandinávském regionu se také mění postoj Švédů k NATO. Zatímco v roce 2012 bylo pro vstup pouze 17% a v roce 2013 29 % a v roce 2014 31 % Švédů, průzkum veřejného mínění z září 2015 ukazuje 41% podporu obyvatel Švédska, 39 % obyvatel bylo proti vstup do NATO a 20 % nebylo rozhodnuto.

### Limity
Spolupráce severských států v otázkách tzv. vyšší politiky se mnohokrát potkala s neúspěchem, který je připisován rozdílnosti legislativ členských států, rozdílnými rozpočty nebo také absenci jednoho vedoucího státu. Mezi neúspěchy můžeme zařadit projekt Nordic Standard Helicopter, který spočíval v pořízení stejného typu helikoptér Dánskem, Norskem a Švédskem, ale kvůli odlišným nárokům z projektu sešlo a státy si pořídily vlastní modely, které odpovídaly jejich požadavkům. K dalším neúspěšným projektům patří neuskutečněná plánovaná výroba a vývoj společných ponorek, projekt AMOS (Advanced Mortar System) nebo nedokončený prodej švédských bojových letounů JAS Gripen ostatním členským státům.